# Celtis tournefortii
La almez del Etna (Celtis tournefortii (Tornab.) Strobl) es una planta de la familia Cannabaceae, anteriormente en Ulmaceae, planta endémica de las laderas suroccidentales del Etna y del Nebrodi en Sicilia.

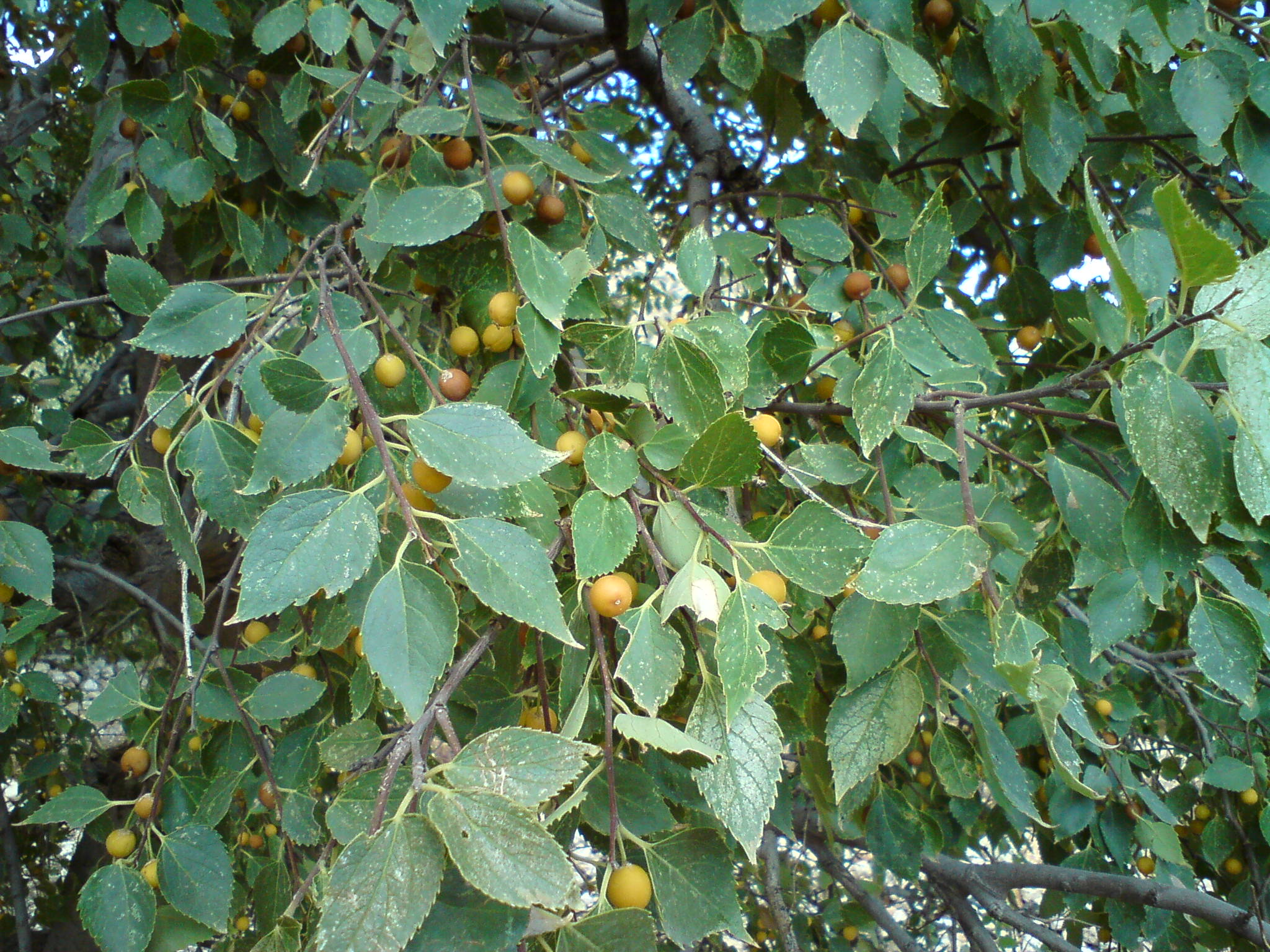
Vista de la planta

## Descripción
Es una planta leñosa, cespitosa no muy alta de 3 a 6 m. Las hojas son con forma de corazón y débilmente crenadas en los bordes. Al inicio del otoño madura su fruto denominado almecina adquieren una coloración naranja, siendo muy apreciados por las aves y por el hombre debido a su sabor característico agradable y perfume suave.

## Distribución yhábitat
Es un árbol endémico de las laderas suroccidentales del Etna y del Nebrodi. Se encuentra a una altitud comprendida entre los 500 hasta los 900 m s. n. m. Se encuentra comprendido entre las especies protegidas del Parque del Etna, tiene un desarrollo muy lento y no alcanza una altura considerable. Es reconocido en el dialecto local como minicucco.

## Usos
Fruto comestible, utilizado para preparación de mermeladas.

## Taxonomía
Celtis tournefortii fue descrita por Jean-Baptiste Lamarck y publicado en Novae Hollandiae Plantarum Specimen 1: 93. 1805.
Etimología
Celtis: nombre genérico que el nombre del griego antiguo dado a este género de árboles.
tournefortii: epíteto otorgado en honor de Joseph Pitton de Tournefort (1656-1708), autor de Institutiones Rei Herbariae publicado en el año 1700 y célebre botánico francés que fue el primero en definir adecuadamente los géneros y  un precursor importante de Linneo.
Sinonimia
- Celtis aetnensis (Tornab.) Strobl
- Celtis aspera (Ledeb.) Steven
- Celtis asperrima Lojac.
- Celtis betulina Lojac.[4]